# ゆらゆら (GReeeeNの曲)
「ゆらゆら」はGReeeeNの楽曲。ZEN MUSICから2020年11月27日に配信限定でリリースされた。

## 曲の詳細
1. ゆらゆら [3:18]
  - 作詞・作曲 : GReeeeN